# إني ديما أوكجيه
إني ديما أوكجيه هي ممثلة نيجيرية ولدت في 24 يونيو 1990.